# World Clique
Albums de Deee-Lite
Infinity Within
(1992)
Singles
1. Power of Love/Build a Bridge
Sortie : 1990
2. Groove Is in the Heart/What Is Love?
Sortie : 1990
3. E.S.P./Good Beat
Sortie : 1991

World Clique est le premier album studio de Deee-Lite, sorti le 7 août 1990.
L'album s'est classé 20e au Billboard 200 et 34e au Top R&B/Hip-Hop Albums et a été certifié disque d'or par la Recording Industry Association of America (RIAA) le 5 décembre 1990. Il fait partie des 1001 albums qu'il faut avoir écoutés dans sa vie. En 2003, Slant Magazine l'a inclus dans sa liste « Vital Pop: 50 Essential Pop Albums ».
Le tube Groove Is in the Heart, présent dans tous les charts et diffusé sur MTV toute l'année 1990, a lancé la célébrité du groupe.

## Liste des titres
| No  | Titre                                              | Auteur                    | Contient un (des) sample(s) de | Durée |
| --- | -------------------------------------------------- | ------------------------- | --- | ----- |
| 1.  | Deee-Lite Theme                                    | Deee-Lite                 | Give It Up de Kool & The Gang Christmas Child de Rotary Connection Mama Told Me (Not to Come) de Three Dog Night | 2:10  |
| 2.  | Good Beat                                          | Deee-Lite                 | If I Could Give You the World des Hearts of Stone Pump Up the Volume de MARRS | 4:40  |
| 3.  | Power of Love                                      | Deee-Lite                 | | 4:40  |
| 4.  | Try Me on... I'm Very You                          | Deee-Lite                 | | 5:14  |
| 5.  | Smile On                                           | Deee-Lite                 | Synthetic Substitution de Melvin Bliss | 3:55  |
| 6.  | What Is Love?                                      | Deee-Lite                 | Arkade Funk de Tilt Bridge Over Troubled Water de Tom Clay | 3:38  |
| 7.  | World Clique (featuring Sahira et Sheila Slappy)   | Deee-Lite                 | Hirake Kokoro-Jiseiki du Yellow Magic Orchestra Blow Your Head de Fred Wesley and The J.B.'s | 3:20  |
| 8.  | E.S.P.                                             | Deee-Lite                 | Bewitched d'Howard Greenfield et Jack Keller Superstitious des Monkees Lexington Queen de Ryuichi Sakamoto The Good, the Bad, and the Ugly (Main Title) d'Ennio Morricone | 3:43  |
| 9.  | Groove Is in the Heart (featuring Bootsy et Q-Tip) | Deee-Lite, Herbie Hancock | Get Up de Vernon Burch Bring Down the Birds d'Herbie Hancock Green Acres de Vic Mizzy, Eddie Albert et Eva Gabor Uptight de Billy Preston Introduction de Bel-Sha-Zaar, Tommy Genapopoluis and The Grecian Knights Jam on the Groove de Ralph MacDonald Right On de Ray Barretto Hateful Head Helen de Hateful Head Helen | 3:51  |
| 10. | Who Was That?                                      | Deee-Lite                 | We Are Neighbours des Chi-Lites The Bubble Bunch de Jimmy Spicer Nobody Can Be You de Steve Arrington | 4:35  |
| 11. | Deep-Ending                                        | Deee-Lite                 | Parade Strut (Instrumental) de J.J. Johnson | 3:47  |
| 12. | Build the Bridge                                   | Deee-Lite                 | Bell Head (Live) de Liquid Liquid | 4:32  |

## Musiciens
- Lady Miss Kier : voix
- Super DJ Dimitri : DJ/scratching, samples
- DJ Towa Tei : DJ/scratching, samples, claviers
- Bill Coleman, Sahirah Moore, Sheila Slappy : voix
- Bootsy Collins : basse, voix (Try Me On... I'm Very You, Smile On, Groove Is in the Heart et Who Was That?)
- Q-Tip : rap (Groove Is in the Heart)
- Maceo Parker : saxophone (Try Me On... I'm Very You, Smile On, Groove Is in the Heart)
- Fred Wesley : trombone (Try Me On... I'm Very You, Smile On, Groove Is in the Heart)